# Федералистская партия
Федералистская партия (англ. Federalist Party) была первой политической партией Соединённых Штатов. Образована во время президентства Джорджа Вашингтона министром финансов Александром Гамильтоном из своих единомышленников, в основном горожан, поддерживавших его фискальную политику. Федералисты были оппонентами джефферсоновских республиканцев, продвигали идею сильного федерального правительства (за что и получили своё название), контролировали национальную администрацию с 1792 по 1801 год, во внешней политике ориентировались на Великобританию, в связи с чем выставлялись своими критиками как лоялисты.
Федералистом был Джон Адамс, второй президент США (1797—1801) и первый американский президент, избранный на альтернативной основе. Партия была активна с 1792 по 1816 годы (24 года). Полностью прекратила существование в 1820-х годах.

## История партии

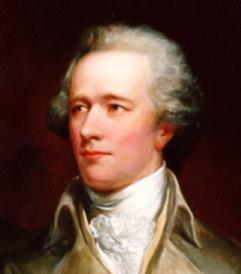
Основатель Федералистской партии Александр Гамильтон

Став первым президентом, Джордж Вашингтон назначил своего кадровика Александра Гамильтона министром финансов. Гамильтон выступал за сильное национальное правительство с обширными финансовыми полномочиями. Он предложил амбициозный гамильтоновский экономический план, который предполагал перенос финансовых долгов штатов, образовавшихся во время Революционной войны, на центральное правительство, создание национального долга и способов его погашения, а также образование Центрального банка. В результате этого Джеймс Мэдисон, бывший союзник Гамильтона в борьбе за ратификацию Конституции, стал его противником и вместе с Джефферсоном выступил против централизации правительства и в защиту прав штатов.
С 1789 года Гамильтон стал собирать коалицию своих сторонников, которая состояла в основном из националистов, фискальных агентов, банкиров и торговцев крупнейших городов страны. Группа конгрессменов, которые способствовали продвижению планов Гамильтона через Конгресс, постепенно расширилась до национальной фракции и наконец оформилась как Федералистская партия.
С 1792 по 1794 год газеты начали называть сторонников Гамильтона федералистами, а их оппонентов — демократами, республиканцами, джефферсонистами или демократо-республиканцами. Федералисты были популярны среди городской буржуазии Новой Англии, тогда как республиканцы Джефферсона — среди фермеров и плантаторов южных штатов. Наблюдалось также различие в поддержке партий религиозными конфессиями. Приверженцы конгрегационалистской и епископальной церквей поддерживали федералистов, а пресвитериане и баптисты оппонировали им.
Партийные организации в штатах начали свою деятельность в 1794—1795 годах. Патронаж стал важным фактором в привлечении в ряды партии. Избирательная система, когда победитель получал всё, а проигравший — ничего, создавала огромную разницу в возможностях партий раздавать важные посты своим единомышленникам. Будучи министром финансов, Гамильтон заполнил 2000 должностей в министерстве, тогда как Джефферсон, занимая должность госсекретаря, мог устроить лишь одного журналиста в свой департамент. Однако, когда Джордж Клинтон был избран губернатором штата Нью-Йорк, республиканцы тоже получили широкие возможности для патронажа.
На выборах 1792 года Джон Адамс выиграл пост вице-президента, опередив демократа-республиканца Джорджа Клинтона. Через четыре года Адамс одержал победу на выборах президента и стал первым в истории США партийным президентом и первым главой государства избранным на альтернативной основе. Это был последний большой успех федералистов. На следующих выборах Адамс проиграл, не сумев добиться переизбрания, а возглавляемая им партия навсегда потеряла большинство в Палате представителей и Сенате, уступив лидерство Демократическо-республиканской партии, которая с тех пор доминировала в Соединённых Штатах.
Во многом успеху джефферсоновских республиканцев способствовала элитарность федералистов, которая отталкивала от них избирателей. Сокрушительный удар по федералистам был нанесён в 1810-е годы, когда они отказались поддержать Англо-американскую войну, что поставило их на грань раскола. Разгромное поражение федералистов на выборах 1816 года и наступившая после него Эра доброго согласия (1816—1824) положили конец их активности. Окончательно партия прекратила существование в 1820-х годах.